# Бенталь (гора)
Бента́ль (ивр. הר בנטל‎ Хар Бента́ль, араб. تل الغرام‎ Тель Аль-Арам) — гора вулканического происхождения, потухший вулкан на Голанских высотах. Вместе с горой Авиталь, расположенной к югу от неё, образует единый массив. Наивысшая точка горы Бенталь — 1171 метров над уровнем моря.

## Название горы
Еврейское название горы — разница в высоте между ней и горой Авиталь, её более высоким соседом (1204 м). На арабском языке гора известна как «Тель-аль-Арам», что буквально обозначает «насыпь, которая её окружает», по-видимому описывает округлую форму горы (в виде подковы).

## Описание
Гора расположена к западу от сирийского города Кунейтра и к югу от кибуца Мером-Голан, который расположен у подножия горы. Также у подножия горы находится большое водохранилище, построенное в 1980-х годах.
Гора Бенталь является частью цепи бездействующих вулканических гор, простирающихся вдоль восточной части Голанских высот, начиная с горы Рам на севере и заканчивая на Тель-Саки на юге. Бенталь является северным соседом горы Авиталь, которая имеет с ней один и тот же вулканический источник магмы. Гора Бенталь была сформирована при вулканическом извержении, которое образовало вулканический конус из лавы.
Склоны горы Бенталь покрыты субтропическим лесом, особенно густым на северном склоне горы. Основу леса составляют дубовые деревья, кустарник Сумаха и заросли шиповника. На южном переломе горы растительность типична для вулканов, находящихся на Голанах.
На вершине горы Бенталь есть цитадель Армии обороны Израиля, которая была построена на месте старой разрушенной сирийской цитадели, служащей теперь достопримечательностью для туристов.
Как и у других вулканов на Голанских высотах, вулканическая активность на горе Бенталь давно отсутствует, из-за чего принято считать её «потухшим вулканом». Гора имеет форму подковы с разрывом в северо-западной части горы, с вершины горы открывается вид на сирийские земли, гору Хермон и Голанские высоты.
Кибуц Мером-Голан расположен на дне вулканического кратера.

## Изображения

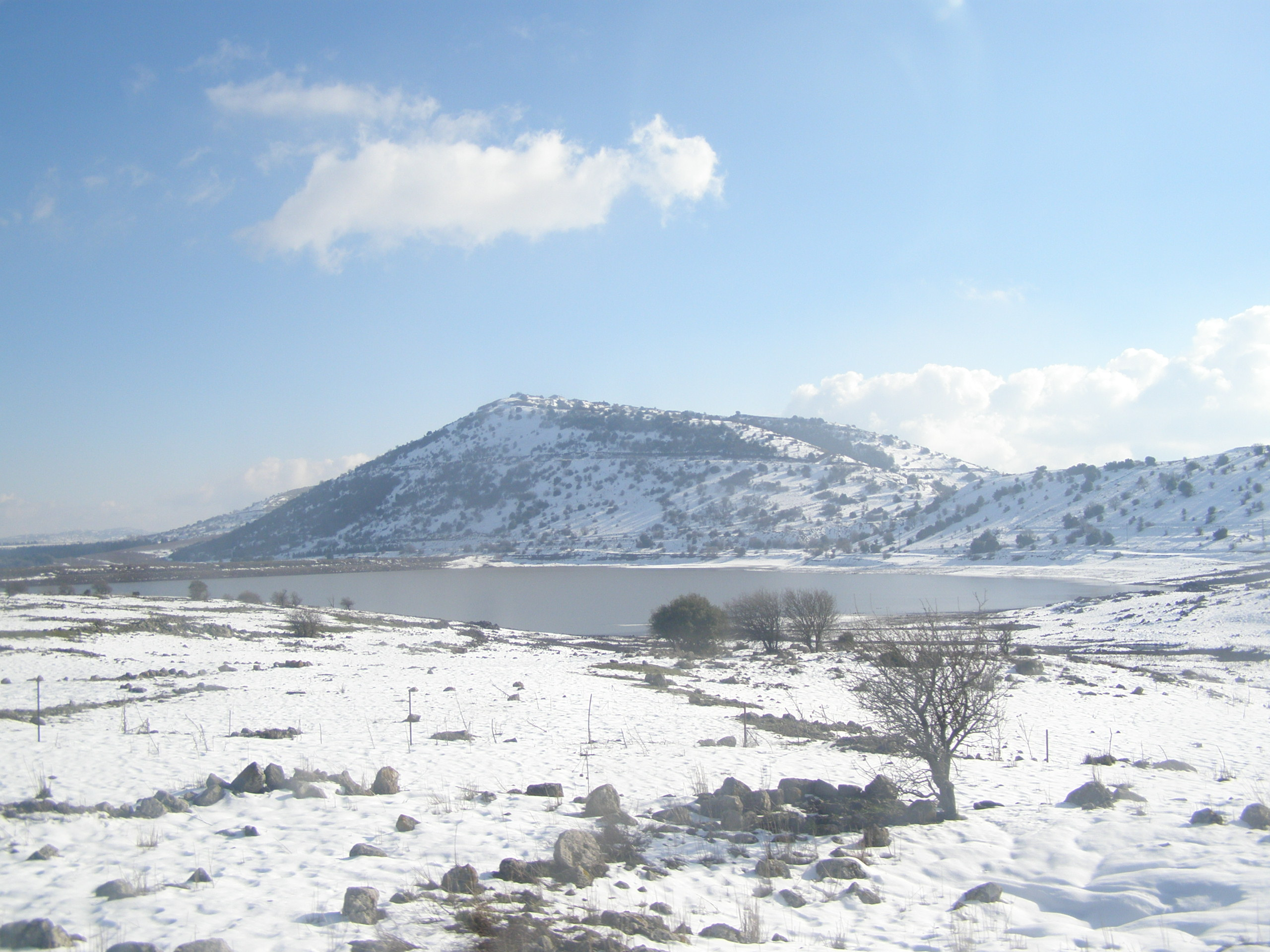
Гора Бенталь в снегу
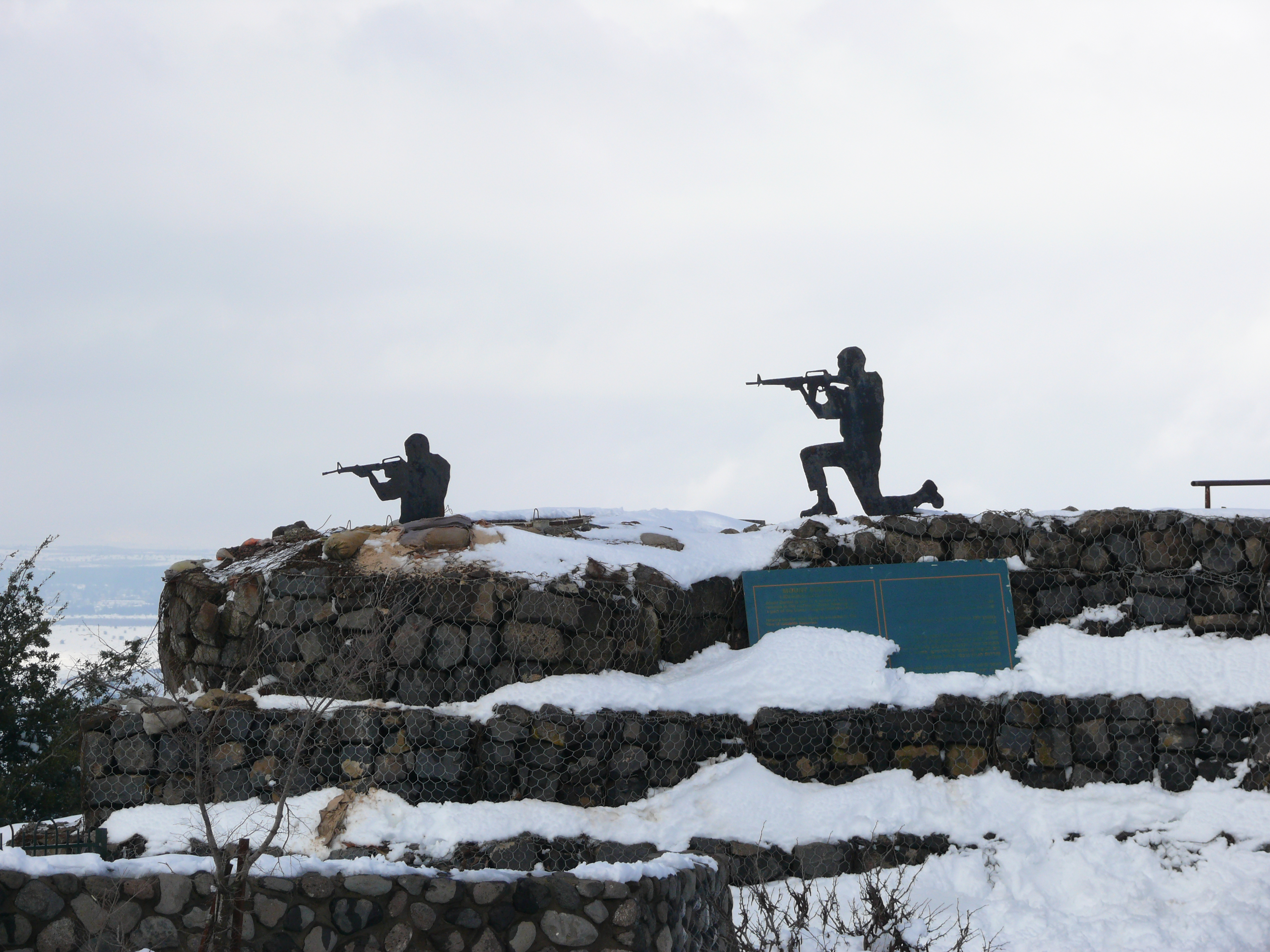
Реконструкция укреплений и фигуры солдат